# Triplophysa ladacensis
Triplophysa ladacensis es una especie de peces de la familia Balitoridae en el orden de los Cypriniformes.

## Morfología
• Los machos pueden llegar alcanzar los 10,5 cm de longitud total.

## Distribución geográfica
Se encuentra en el Tíbet y la India (Jammu y Cachemira ).

## Hábitat
Es un pez de agua dulce.